# Brady Scott
Brady Canfield Scott (* 30. Juni 1999 in Petaluma, Kalifornien) ist ein US-amerikanischer Fußballtorwart.

## Karriere

### Klub
Er wechselte zur Saison 2017/18 aus den USA vom De Anza Force Soccer Club zum 1. FC Köln in die Bundesliga. Dort erhielt er aber keinerlei Spielzeit und kam so nur bei der zweiten Mannschaft in der Regionalliga West zum Einsatz. Im August 2020 wurde Scott vom MLS-Franchise Nashville SC unter Vertrag genommen und wenige Tage später bis zum Ende der Saison 2020 in die USL Championship an Sacramento Republic ausgeliehen.
Danach verblieb er jedoch nicht bei Nashville, sondern wurde beim MLS Expansion Draft 2020 vom Austin FC ausgewählt. Dieser verlieh ihn danach weiter an den Memphis 901 FC wieder in die USLC. Nach dem Ende der Saison 2021 verblieb er dann auch wieder nicht bei Austin, sondern wurde von Columbus Crew gedraftet, spielte aber nur für die zweite Mannschaft in der MLS Next Pro. Anfang 2024 endete der Vertrag und Scott war bis zum März einige Monate vereinslos, bevor er sich LA Galaxy anschloss. Für diesen Verein hat er bisher (Stand: Februar 2025) allerdings noch kein Spiel absolviert und er stand nur einmal im Kader.

### Nationalmannschaft
Für die U-18, -19 und U-20 der Vereinigten Staaten bestritt er ein paar Einsätze, wurde jedoch nie für die A-Mannschaft nominiert.

## Erfolge und Auszeichnungen
Erfolge
- Meister der 2. Bundesliga und Aufstieg in die Bundesliga: 2019
- U-20-Nordamerikameister: 2018

Auszeichnungen
- Goldener Handschuh bei der CONCACAF U-20-Meisterschaft: 2018[9][10][11]